# Gabriel Tambon
Pour les articles homonymes, voir Tambon.
Gabriel Tambon, né le 23 mars 1930 à Toulon et mort le 27 décembre 2015 à Toulon, est un homme politique français, membre de l’UMP, connu pour être à la fin de sa vie le plus ancien maire de France en activité pour une commune de plus de 3 500 habitants.

## Mandats
Il est élu conseiller municipal du Castellet en 1958 en tant que premier adjoint, puis est élu maire de cette commune en 1965. Il est en 2013 le plus ancien maire d’une commune de plus de 3 500 habitants. Pour cela, il a reçu des mains de Jean-Louis Debré, président du Conseil constitutionnel, la Marianne d’Or de la démocratie locale, le 12 juin 2013 au Palais-Royal à Paris. Il est primé au titre d’« un mandat de cinq décennies réussi ». Pendant son mandat, est créée une centrale solaire photovoltaïque sur 250 hectares alimentant 3 000 foyers en électricité.
Il est président du Syndicat intercommunal à vocation unique (SIVU) regroupant Le Castellet, La Cadière-d'Azur et Le Beausset, et a été président de la Communauté de communes Sud Sainte Baume (Var) de 2002 à 2014.

## Procédures judiciaires et condamnation
En 1994, Gabriel Tambon est mis en examen pour « corruption passive, usage de faux et escroquerie et délit dans l'accès des candidats aux marchés publics ». Après avoir versé une caution de 1 500 000 francs, il est finalement condamné pour escroquerie et délit sur l’égalité d'accès des candidats aux marchés publics en 1997, à trois ans de prison avec sursis et 800 000 francs d'amende,,.
Par ailleurs, deux plaintes au pénal pour harcèlement moral sont déposées en 2011 par deux employés municipaux (l'ancien directeur des services techniques ainsi que l'ancienne responsable de l’office de tourisme). Le conseil municipal du Castellet vote la protection juridique pour le maire,. En mai 2015 il est reconnu coupable par le tribunal correctionnel de Toulon et condamné à 15 000 euros et à l'interdiction définitive de toute fonction publique à titre exécutoire.

## Publication
- Le Castellet au seuil du 21e siècle : un demi-siècle de vie communale d'un petit village du Var, 2008